# Mesopausen
Mesopausen är temperaturminimat vid gränsen mellan mesosfären och termosfären i jordens atmosfär. Då soluppvärmning för detta område är liten och på grund av mycket stark strålningsavkylning från koldioxid är mesopausen den kallaste platsen på jorden med temperaturer så låga som -100°C. Mesopausen har i många år antagits ligga på cirka 85 km höjd, men högre observationer och modelleringar under senare tid har visat att mesopausen består av två minimia, ett på cirka 85 km höjd och ett ännu lägre minima på cirka 100 km höjd.
En intressant egenskap är att mesopausen är kallare på sommaren än på vintern. Denna anomali uppstår på grund av en cirkulation mellan sommar och vinter som ger upphov till uppvällning av luft vid sommarpolen och motsvarande sänkning vid vinterpolen. Luft som hävs kommer att expandera och därmed kylas av vilket resulterar i en kallare sommarmesopaus. Vid vinterpolen kommer sänkningen att leda till att luften komprimeras och därmed värmas, vilket ger en varmare vintermesopaus.
I senare tid har mesopausen fått nytt fokus genom studiet av den globala uppvärmningen, speciellt när det gäller ökade koldioxidnivåer. Till skillnad från troposfären där växthusgaserna ger ökar temperaturen i atmosfären, ger ökade koldioxidnivåer i mesosfären en kylande effekt på grund av strålningsavkylningen från koldioxid. Även mesopausen borde bli kallare genom ökade koldioxidnivåer. Observationer visar en sänkning av temperaturen i mesopausen, även om magnituden för denna minskning varierar och studeras vidare. Man bör notera att några modelleringar av detta fenomen har gjorts.